# Шикачик меланезійський
Шика́чик меланезійський (Coracina caledonica) — вид горобцеподібних птахів родини личинкоїдових (Campephagidae). Мешкає на островах Меланезії. Раніше вважався конспецифічним з темним шикачиком.

## Опис
Довжина птаха становить 32-37 см. Забарвлення переважно темно-сіре. Хвіст довгий, на кінці прямий. У дорослих птахів очі жовті, у молодих темні.

## Підвиди
Виділяють чотири підвид:
- C. c. thilenii (Neumann, 1915) — острови Еспіриту-Санто, Мало[en] і Малекула;
- C. c. seiuncta Mayr & Ripley, 1941 — острів Ерроманго;
- C. c. lifuensis (Tristram, 1879) — острів Ліфу[en] (острови Луайоте);
- C. c. caledonica (Gmelin, JF, 1788) — острови Нова Каледонія і Іль-де-Пінс[en].

## Поширення і екологія
Меланезійські шикачики мешкають на островах Вануату і Нової Каледонії. Вони живуть у вологих гірських і рівнинних тропічних лісах, мангрових лісах, саванах, на полях і плантаціях.